# Mucky Pup
Mucky Pup begon als een hardcore band uit Bergenfield, New Jersey in 1985. De band werd gestart door de broers John Milnes en Chris Milnes, die een muzikaal project wilden starten met twee vrienden, Dan Nastasi en ex-Hades lid Scott LePage. De band groeide door verschillende muziekgenres heen naarmate de jaren voorbijgingen en ze werden zeer populair in zowel de Verenigde Staten als Europa.
Hun succes in het begin was vooral te danken aan de keuze van Berke Breathed voor een nummer van de band dat ze hadden ingezonden voor een wedstrijd voor een stripboekcompilatie in Bloom County, 1987.

## De beginjaren
De band heeft twee demo's opgenomen, Live and Mucky en Greatest Hits, waarvan ze er in totaal zo'n 1200 van verkochten. Ze namen deel aan de Battle of The Bands competities in de buurt van New Jersey, waar een scout van Torrid Records hun optreden zag. Ze kregen een voorstel voor een contract dat enkele weken later werd getekend.

## Torrid Records
Hun deal met Torrid Records betekende ook een distributie in Europa bij Roadrunner Recordss dochterlabel Roadracer Records. Hun eerste album Can't You Take a Joke werd uitgegeven in 1987, op ongeveer hetzelfde moment als hun winst bij het Bloom County Songwriting Contest. Hun winnende nummer 'U-Stink-But-I-♥-U' werd gekozen als soundtrack voor de fictieve band Billy and the Boingers.
In 1989 kwam het tweede Mucky Pup-album uit, genaamd A Boy In A Man's World. Er werd een eerste video opgenomen, voor het nummer 'U-Stink-But-I-♥-U'. Toen ze begonnen te toeren met dit album, verliet Scott Lepage de band wegens woordwisselingen met de andere leden. Dave Neabore verving hem op de basgitaar. Ook Dan Nastasi verliet de band en begon een andere band, Non-Fiction. Hij werd vervangen door Sean Kilkenny. Ze hadden nog geen hit gescoord in de Verenigde Staten, maar met dit album en de bijkomende tour hadden ze veel succes in Europa.
Toen het derde album Now in 1990 uitkwam, verlieten Neabore en Kilkenny de band en begonnen de band Dog Eat Dog. Dan Nastasi kwam terug naar Mucky Pup en begon op hetzelfde moment ook te spelen bij Dog Eat Dog. De Belg Marc De Backer werd de nieuwe bassist. Bij het maken van het album werd de hulp van Evan Seinfield en Billy Graziadei van Biohazard ingeroepen voor het nummer 'Three Dead Gophers'. Het gebeurde vaak dat Biohazard op bepaalde podia niet mocht optreden, omdat de uitbaters bang waren voor geweld. Mucky Pup liet hen dan op het podium om een paar nummers met hen mee te spelen. Voor het album Now werd ook een videoclip opgenomen voor 'Hippies Hate Water'.
Mucky Pup deelde het podium met bands als Primus, GWAR, Red Hot Chili Peppers, Murphy's Law, Bad Brains, 24-7 Spyz en Scatterbrain. Nastasi was teruggekomen om te spelen op het album, maar doordat Dog Eat Dog op hetzelfde moment toerde als Mucky Pup, werd de hulp ingeroepen van Terry als live-gitarist. Nadat Now uitgegeven was, stopte de samenwerking tussen Mucky Pup en Torrid Records en Roadrunner Records.

## Century Media Records
In 1991 tekende de band bij Century Media Records en ze brachten het album Act Of Faith uit. Alweer ontstond er een wisseling in de line-up. Marc De Backer verliet de band en werd vervangen door Junior (echte naam: Chris LaPlante) en er werd een keyboardspeler gevonden in Kevin Powers, die voordien in de lokale band Articulate Violence speelde. Er werden videoclips opgenomen voor 'Mr. Hand' en 'Freaking at the Peepshow', die enkel uitgezonden werden in Europa. Mucky Pup toerde nogmaals door Europa.
Kort na de verschijning van het album stapte Dan Nastasi uit zowel Mucky Pup als Dog Eat Dog, omdat hij zich op zijn privéleven wilde richten en een gezin wilde stichten.
In 1992 schoof Mucky Pup de humoristisch getinte popsongs die ze voorheen maakten aan de kant en ze maakten agressievere en emotionelere nummers voor hun vijfde album Lemonade. John Milnes nam hiervoor de gitaar in de hand en keyboardspeler Kevin Powers kroop achter het drumstel. Marc De Backer kwam terug in de band als basgitarist. Na twee albums in twee jaar tijd verbrak Mucky Pup ook de deal met Century Media Records.

## Mucky Records / SPV Music
In 1994 kwam het album Alive & Well uit van Mucky Pup, onder eigen beheer in samenwerking met SPV Music. Het album bevatte live tracks van Mucky Pups Europese tours en drie in de studio opgenomen covers. Op dit album waren live muzikanten Eric Van Steenburg en Glen Cummings te horen. Alive & Well werd enkel in Europa uitgegeven.
Het laatste officiële album van Mucky Pup werd gemaakt in 1996. John Milnes was weer achter het drumstel te vinden en Hinge (Jack Pitzer) werd de nieuwe gitarist en Joe Mama werd de nieuwe bassist. Marc De Backer ging terug naar België en startte de band 10,000 Woman Man.

## Na Mucky Pup
Na de split van Mucky Pup gingen de bandleden elk hun eigen weg. Ze gingen werken voor bands als The Bloodhound Gang, Genitortures, Monster Magnet en Tracy Bonham.
In 1998 kwamen vier Mucky Pup leden terug bij elkaar om de band opnieuw te starten, maar omdat ze de naam Mucky Pup liever niet meer wilden gebruiken, kozen ze voor de naam Bully. Er werden veel nummers opgenomen, maar er verscheen geen album.
Alle nummers van Mucky Pup en Bully zijn nog steeds op Mucky Pups officiële site te beluisteren.
Na de split in 1996 werd er geregeld een reünie-optreden georganiseerd, met steeds een andere line-up. De Europese reünietoer van 2010 kende zijn hoogtepunt op Graspop Metal Meeting, waar de groep het podium deelde met een beroemde band als Kiss.

## Bandleden

### Eerste line-up
- Chris Milnes (zang) (alle albums)
- John Milnes (drums, gitaar) (alle albums)
- Dan Nastasi (gitaar) (Can't You Take a Joke - Act of Faith)
- Scott LePage (basgitaar) (Can't You Take a Joke)

### Latere leden
- Bill Bergmann (basgitaar) (live na Five Guys In a Really Hot Garage)
- Kevin Powers (keyboard, drums) (Act of Faith - Five Guys In a Really Hot Garage)
- Jack Pitzer (gitaar) (Five Guys In a Really Hot Garage)
- Dave Neabore (basgitaar) (A Boy In a Man's World)
- Sean Kilkenny (gitaar) (live in de A Boy In a Man's World-tour)
- Marc De Backer (basgitaar) (Now en Lemonade)
- Chris LaPlante (basgitaar) (Act of Faith)
- Eric Van Steenburg (gitaar) (Alive & Well)
- Joe Mama (basgitaar) (Five Guys In a Really Hot Garage)
- Splatter (gitaar) (live in de Now-tour)
- Terry (gitaar) (live in de Now-tour en Act of Faith-tour)
- Glenn Cummings (gitaar) (Alive & Well)

### Line-up bij split
- Chris Milnes (zang) (alle albums)
- John Milnes (drums, gitaar) (alle albums)
- Jack Pitzer (gitaar) (Five Guys In a Really Hot Garage)
- Bill Bergmann (basgitaar) (live na Five Guys In a Really Hot Garage)
- Kevin Powers (keyboard, drums) (Act of Faith - Five Guys In a Really Hot Garage)

## Discografie

### Demo's
- Live and Mucky (1985 - enkel op cassette)
- Greatest Hits (1986 - enkel op cassette)

### Albums
- Can't You Take a Joke (1987)
- A Boy In a Man's World (1989)
- Now (1991)
- Act of Faith (1992)
- Lemonade (1993)
- Short Attention Span 7" LP (1996)
- Five Guys In a Realy Hot Garage (1996)
- Five Guys In a Realy Hot Garage Plus (2012)

### Live-albums
- Alive and Well (1994 - enkel in Europa)
- Live at the Mexicali (2010)

### Verschijningen op Compilaties
- Hard Hitters CD (1998, Disky Records 88786)
  - Nummer 11 - "M.B. (Ballad of the Moron Brothers)"
- Guitar Club Classics CD (2000, SPV Records 29432)
  - Nummer 31 - "Hippies Hate Water"

## Gerelateerde bands
- #9 (Dan Nastasi)
- 10,000 Woman Man (Marc DeBacker)
- All Boro Kings (Dave Neabore, John Milnes, Dan Nastasi and Sean Kilkenny)
- Articulate Violence (Kevin Powers)
- Bully (Chris Milnes, John Milnes, Bill Bergmann and Kevin Powers)
- Candypants (Bill Bergmann and Kevin Powers)
- Dog Eat Dog (Mucky Pup) (Dan Nastasi, Sean Kilkenny, Dave Neabore and Marc DeBacker)
- The Hasbeens (Chris Milnes, John Milnes, Bill Bergmann and Dan Nastasi)
- LowBuz (Dave Neabore)
- Ludichrist (Glen Cummings)
- Murphy's Law (Dan Nastasi and Sean Kilkenny)
- Nastasee (Dan Nastasi, John Milnes, Bill Bergmann and Sean Kilkenny)
- Non-Fiction (Dan Nastasi)
- Scatterbrain (Glen Cummings)